# Clear Creek (South Platte River)
Der Clear Creek ist ein Zufluss des South Platte River im Norden von Zentral-Colorado in den Ausläufern der Rocky Mountains der USA. Er ist ungefähr 106 km lang, entspringt in der Nähe des Loveland Pass an der Kontinentalen Wasserscheide, fließt an Silver Plume, Georgetown und Idaho Springs vorbei durch den Clear Creek Canyon, fließt danach durch eine lange Schlucht hinunter bis nach Golden und Wheat Ridge und mündet schließlich bei den Colorado Eastern Plains zwischen Thornton und Commerce City in den South Platte River. Der Fluss ist beliebt bei Fischern.
Der Clear Creek ist insofern ungewöhnlich, als er von einem River, dem Fall River, gespeist wird. Typischerweise ist es umgekehrt, Rivers werden von Creeks gespeist und sind größere Gewässer, obwohl die Nomenklatur nicht eindeutig ist und es kein klares System gibt. Der Fall River mündet unter der Interstate 70 westlich von Idaho Springs in den Clear Creek.

## Colorado Gold Rush
Der Fluss ist berühmt als der Ort der intensivsten frühen Goldgräbertätigkeit zwischen Silver Plume und Golden während des Colorado-Goldrausches ab 1858. Der bekannte Goldgräber Jim Baker hatte von 1873 bis zu seinem Tod im Jahr 1898 eine Hütte am Fluss. Den Fluss entlang führen Interstate 70/U.S. Highway 6, bis sie sich nach Idaho Springs teilen, dann der Highway 6 durch den Clear Creek Canyon bis nach Golden. Von Silver Plume bis Golden führte auch die Colorado Central Railroad den Fluss entlang.

## Geografie

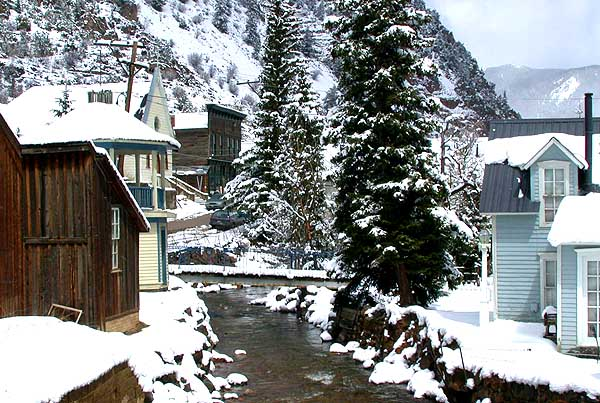
Der Clear Creek in Silver Plume, 2005

Der Fluss entspringt an der Kontinentalen Wasserscheide in der Nähe des Loveland Pass in der Front Range, nordwestlich des Grays Peak im westlichen Clear Creek County. Er fließt nach Osten ab, vorbei an den Städten Silver Plume, Georgetown und Idaho Springs, die alle im Colorado-Goldrausch ab 1858 als Goldmühlen gegründet wurden. Kurz nach Georgetown durchfließt er den Georgetown Lake und nach Idaho Springs den Clear Creek Canyon. Innerhalb des Canyons fließen zahlreiche kleinere Nebenflüsse zu, die zu beiden Seiten von den schroffen Bergen abfließen.
Ausgangs des Canyons führt der Fluss durch die Stadt Golden, vorbei an der Coors-Brauerei der Molson Coors Beverage Company, einer Fusion von MillerCoors und Molson. Östlich der Rocky-Mountains-Ausläufer fließt er durch den nordwestlichen Teil der Metropolregion Denver, durch North Lakewood und Wheat Ridge, dann ungefähr entlang der Route der Interstate 76. Entlang dieses Abschnitts ist er ein weitgehend eingefasster Stadtfluss mit einer unbebauten Auenlandschaft. Ein Teil des Flussweges bildet einen bewaldeten Park mit einem Rad- und Fußweg. Er verläuft unter der Interstate 25 zwischen der Kreuzung mit der Interstate 70 und dem State Highway 36 (Boulder Turnpike).  Er mündet zwischen Thornton und Commerce City bei den Colorado Eastern Plains, nahe der Kreuzung der Interstate 76 und des State Highway 224, von Westen in den South Platte River.

## Geschichte
Der Clear Creek wurde ursprünglich, ab 1820, wegen der Steine im Fluss von den französischen Jägern der Expedition des Entdeckers und Ingenieurs Stephen Harriman Long Cannonball Creek genannt. In den 1830er Jahren wurde er Vasquez Fork oder Vasquez River genannt, nach dem Pelzhändler Louis Vasquez, der sein Fort an der Flussmündung hatte und entlang diesem Pelztiere fing. Den heutigen Namen erhielt der Fluss von den Goldgräbern (vgl. Pikes Peak Goldrausch) im Jahr 1859.